# Milwaukee Bucks
Milwaukee Bucks är en amerikansk professionell basketklubb i Milwaukee i Wisconsin, grundad 1968, som spelar i National Basketball Association (NBA). Hemmaarena är Fiserv Forum. 1971 vann klubben sin första NBA-titel och 50 år senare, 2021, vann klubben sin andra NBA-titel.
Bland de mest framträdande spelarna i klubbens historia hör Kareem Abdul-Jabbar (f.d. Lew Alcindor), Sidney Moncrief, Oscar Robertson, Bob Lanier, Glenn "Big Dog" Robinson, Ray Allen, Sam Cassell, Michael Redd, Terry Cummings, Jon McGlocklin, Marques Johnson, Vin Baker, Andrew Bogut och Giannis Antetokounmpo.

## Historia
Milwaukee Bucks grundades i januari 1968, då NBA gav en franchise till Milwaukee Professional Sports and Services, Inc. Klubben spelade sin första NBA-match mot Chicago Bulls. Efter den första säsongen, där man bara vann 27 matcher, vände det 1969 i samband med värvningen av Lew Alcindor (sedermera känd som Kareem Abdul-Jabbar).
Säsongen 1970/71 vann Milwaukee sin första NBA-titel när man besegrade Baltimore Bullets med 4–0 i finalspelet. Klubben spelade även final säsongen 1973/74, men förlorade då mot Boston Celtics med 3–4 i finalen. Bucks vann sedan sin andra NBA-titel när man mötte Phoenix Suns i finalspelet 2021.

## Spelartruppen 2025/2026
Senast uppdaterad: 15 augusti 2025.

Alla spelare som har kontrakt med Milwaukee Bucks. Spelarnas löner är i amerikanska dollar och är vad de skulle få ut om spelarna vore i NBA-truppen under säsongen.
| Nr                                |          | Namn                  | Pos         | Lön 25/26   |        | Kontrakt | Kom till laget | Kom ifrån              |
| --------------------------------- | -------- | --------------------- | ----------- | ----------- | ------ | -------- | -------------- | ---------------------- |
| 00                                | USA      | Jericho Sims          | PF          | $2 461 460  | [ 3 ]  | 2027     | 2025           | New York Knicks        |
| 5                                 | USA      | Gary Trent Jr.        | SG          | $3 605 769  | [ 4 ]  | 2027     | 2024           | Toronto Raptors        |
| 7                                 | USA      | Amir Coffey           | SG          | $2 874 436  | [ 5 ]  | 2026     | 2025           | Los Angeles Clippers   |
| 7                                 | USA      | Kevin Porter Jr.      | PG/SG       | $5 288 462  | [ 6 ]  | 2027     | 2025           | Los Angeles Clippers   |
| 9                                 | USA      | Bobby Portis          | C/PF        | $13 580 247 | [ 7 ]  | 2028     | 2020           | New York Knicks        |
| 12                                | USA      | Taurean Prince        | SF          | $3 303 770  | [ 8 ]  | 2027     | 2024           | Los Angeles Lakers     |
| 13                                | USA      | Ryan Rollins          | SG          | $3 809 524  | [ 9 ]  | 2028     | 2024           | Washington Wizards     |
| 18                                | USA      | Kyle Kuzma            | PF          | $21 477 272 | [ 10 ] | 2027     | 2025           | Washington Wizards     |
| 20                                | USA      | A.J. Green            | PG          | $2 301 587  | [ 11 ] | 2026     | 2022           | Northern Iowa Panthers |
| 21                                | USA      | Tyler Smith           | PF          | $1 955 377  | [ 12 ] | 2028     | 2024           | NBA G League Ignite    |
| 24                                | USA      | Chris Livingston      | SF/PF       | $2 296 274  | [ 13 ] | 2026     | 2023           | Kentucky Wildcats      |
| 25                                | USA      | Cole Anthony          | PG          | $2 667 947  | [ 14 ] | 2026     | 2025           | Orlando Magic          |
| 33                                | USA      | Myles Turner          | C           | $23 883 929 | [ 15 ] | 2029     | 2025           | Indiana Pacers         |
| 34                                | Grekland | Giannis Antetokounmpo | PF/PG/SF/SG | $54 126 380 | [ 16 ] | 2028     | 2013           | Filathlitikos          |
| 44                                | USA      | Andre Jackson Jr.     | SG/PG/SF    | $2 221 677  | [ 17 ] | 2027     | 2023           | Connecticut Huskies    |
| --                                | USA      | Terrence Edwards Jr.  | SF          | $1 272 868  | [ 18 ] | 2026     | 2025           | Louisville Cardinals   |
| Tvåvägskontrakt                   |          |                       |             |             |        |          |                |                        |
| Nr                                |          | Namn                  | Pos         | Lön 25/26   |        | Kontrakt | Kom till laget | Kom ifrån              |
| 15                                | USA      | Jamaree Bouyea        | PG/SG       | $977 689    | [ 19 ] | 2026     | 2025           | Austin Spurs           |
| 35                                | USA      | Pete Nance            | PF/C        | $977 689    | [ 20 ] | 2026     | 2025           | Cleveland Charge       |
| --                                | Kanada   | Mark Sears            | PG          | $636 434    | [ 21 ] | 2026     | 2025           | Alabama Crimson Tide   |
| Positioner: PG – SG – SF – PF – C |          |                       |             |             |        |          |                |                        |

### Spelargalleri

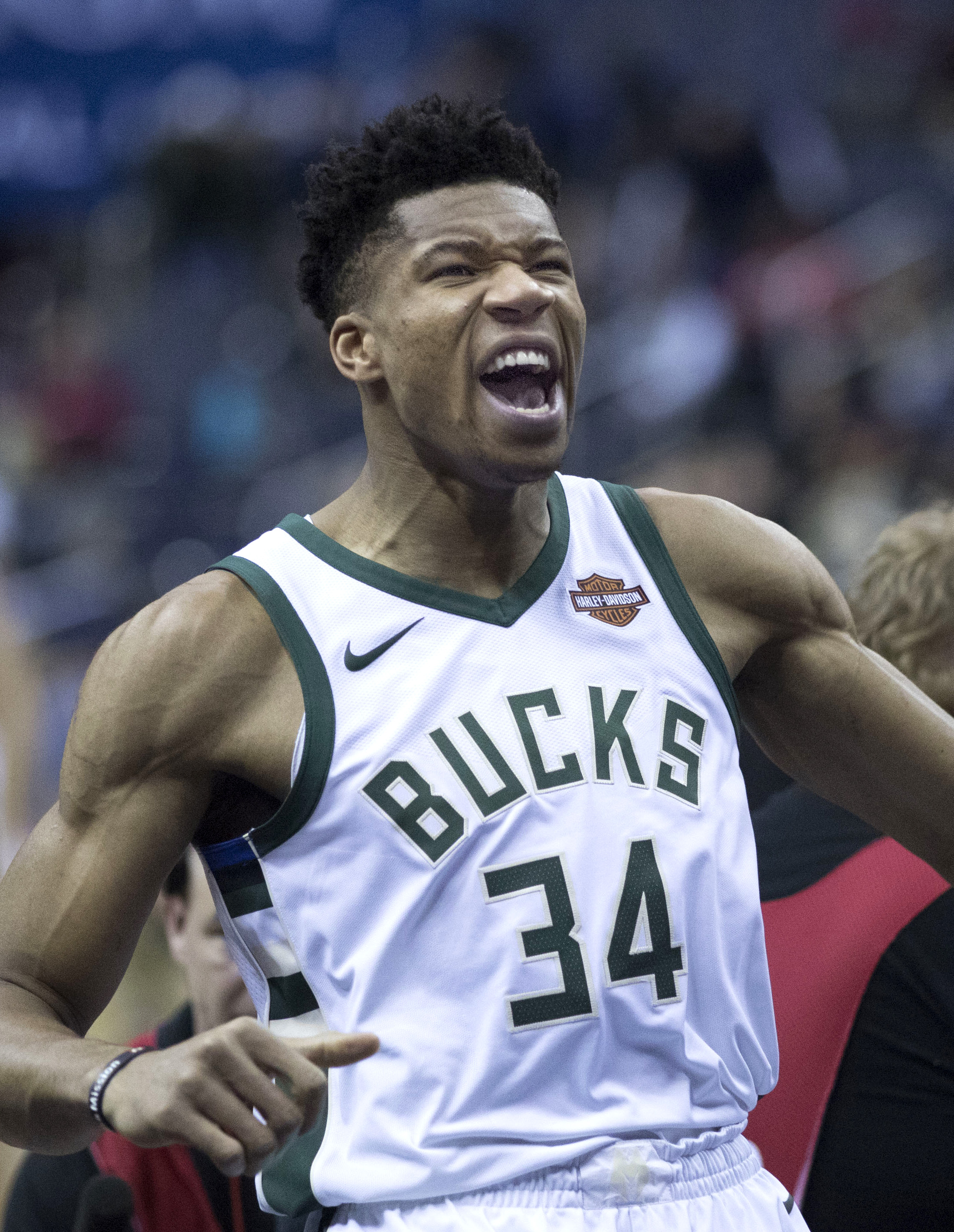
Giannis Antetokounmpo
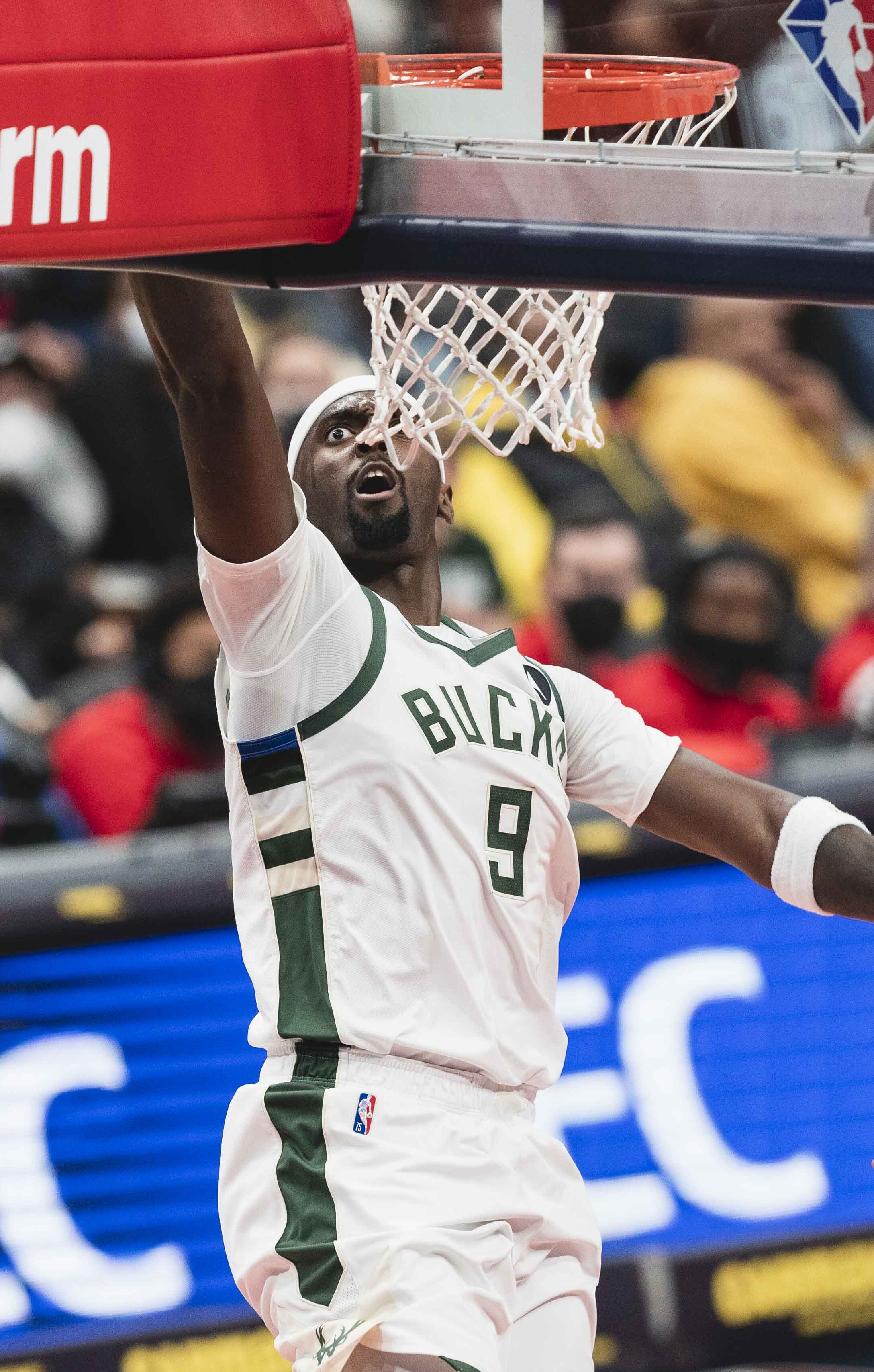
Bobby Portis

## Spelare i urval
- Kareem Abdul-Jabbar (1969–1975)
- Ray Allen (1996–2003)
- Giannis Antetokounmpo (2013–)
- Vin Baker (1993–1997)
- Andrew Bogut (2005–2012)
- Junior Bridgeman (1975–1984, 1986–1987)
- Sam Cassell (1999–2003)
- Terry Cummings (1984–1989, 1995–1996)
- Marques Johnson (1977–1984)
- Bob Lanier (1980–1984)
- Jon McGlocklin (1968–1976)
- Sidney Moncrief (1979–1990)
- Michael Redd (2000–2011)
- Oscar Robertson (1970–1974)
- Glenn "Big Dog" Robinson (1994–2002)
- Brian Winters (1975–1983)